# Lucas Herrington
Lucas Herrington, né le 5 septembre 2007 en Australie, est un footballeur australien qui évolue au poste de défenseur central au Brisbane Roar.

## Biographie

### En club
Né en Australie, Lucas Herrington est formé par Brisbane Roar. Il signe un nouveau contrat le 9 septembre 2024, d'une durée de trois ans, soit jusqu'en juin 2027. En octobre 2024, convaincu par le talent du jeune joueur, son entraîneur Ruben Zadkovich déclare qu'il est le « meilleur défenseur du football australien », considérant qu'il a le plus gros potentiel.
Il joue son premier match en professionnel avec ce club, le 14 décembre 2024 lors d'une rencontre de A-League, la première division australienne, contre le Western Sydney FC. Il est titularisé lors de cette rencontre où les deux équipes se neutralisent (2-2 score final).

### En sélection
Lucas Herrington représente l'équipe d'Australie des moins de 20 ans. Il est retenu avec cette équipe pour participer à la Coupe d'Asie des moins de 20 ans en 2025. Il participe notamment à la finale contre l'Arabie saoudite remportée par les Australiens après une séance de tirs au but. Il s'agit du premier trophée de l'Australie dans cette compétition.

## Palmarès
- Vainqueur de la coupe d'Asie des moins de 20 ans en 2025